# N'Gorlani
N'Gorlani est une commune rurale située dans le département de Sindo de la province de Kénédougou dans la région des Hauts-Bassins au Burkina Faso.

## Géographie
N'Gorlani se trouve à 9 km au sud-est de Sindo et à 9 km de la frontière malienne, que constitue la rivière Banifing.

## Santé et éducation
N'Gorlani accueille un centre de santé et de promotion sociale (CSPS).